# Lednica kostrzewowa
Lednica kostrzewowa (Aelia klugii) – gatunek pluskwiaka z podrzędu różnoskrzydłych i rodziny tarczówkowatych.

## Taksonomia
Gatunek ten opisany został po raz pierwszy w 1833 roku przez Carla Wilhelma Hahna.

## Morfologia
Pluskwiak o dość wąskim, wydłużonym, wypukłym ciele długości od 6 do 8,5 mm. Ubarwienie ma od białożółtego do pomarańczowobrązowego z podłużnymi pasami na głowie, przedpleczu i tarczce ciemniejszymi niż u lednicy zbożowej. Mocno wydłużona głowa ma krótkie i płatowate bukule pozbawione zęba w przednim odcinku dolnej krawędzi oraz silne nabrzmiałości na spodniej stronie mocno rozszerzonych wierzchołków policzków. Kolor czułków jest żółtobrązowy do czerwonobrązowego, ale dwa ich ostatnie człony są zwykle przyciemnione, a czasem wręcz czarne. Trzy gładkie żeberka widnieją na przedpleczu; spośród nich środkowe biegnie przez całą jego długość, a te bocznej pary są krótkie. Półpokrywy mają równomiernie punktowaną przykrywkę z dobrze widocznym ciemnym pasem przebiegającym po wewnętrznej stronie żeberkowato wypukłej żyłki radialnej. Na spodniej stronie ud środkowej i tylnej pary bark dwóch czarnych plamek; są one jednobarwnie jasne, rzadziej mają jedną, niezbyt ciemną plamkę. Brzuszna strona odwłoka jest jasna z podłużnymi pasami uformowanymi z czarnych punktów i czarnymi przetchlinkami.

## Ekologia

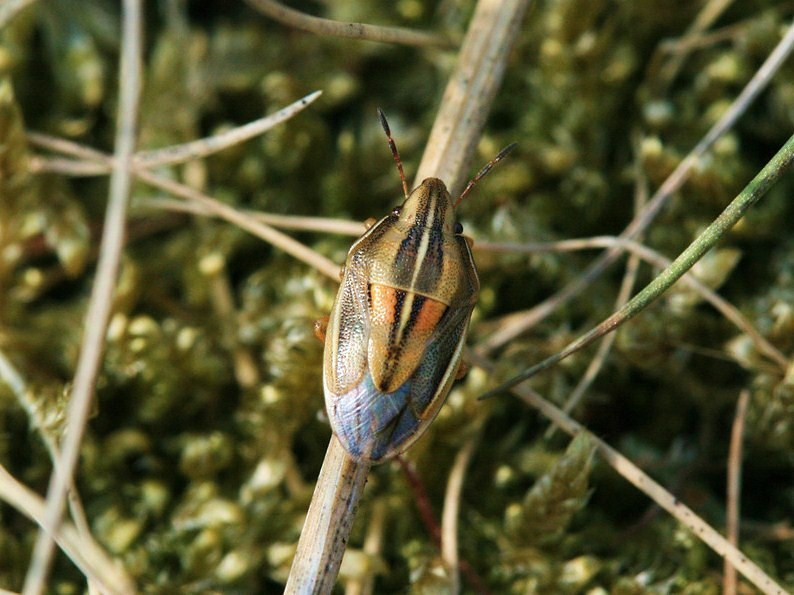
Imago

Owad ten występuje na trawach rosnących na stanowiskach wilgotnych i podmokłych. Może współwystępować z lednicą zbożową. Stadium zimującym są owady dorosłe. Dorosłe nowego pokolenia obserwuje się od początku lipca do września.

## Występowanie
Gatunek palearktyczny o rozsiedleniu zachodnioeurosyberyjskim. W Europie znany jest z Hiszpanii, Francji, Belgii, Holandii, Szwajcarii, Austrii, Włoch, Niemiec, Danii, Szwecji, Finlandii, Estonii, Łotwy, Litwy, Polski, Czech, Słowacji, Węgier, Białorusi, Ukrainy, Chorwacji, Serbii, Albanii, Macedonii Północnej, Grecji, Mołdawii, Rumunii, Bułgarii, i Rosji. W Polsce znany z niemal całego obszaru.